# Woostener See
Der Woostener See oder auch Wooster See liegt in der Sternberger Seenlandschaft im Stadtgebiet von Goldberg im Landkreis Ludwigslust-Parchim in Mecklenburg-Vorpommern. Der namensgebende Ortsteil Woosten liegt in der Nähe des Südostufers. Hier befindet sich auch eine Badestelle.

## Geografie
Das Gewässer hat fischförmige Konturen, mit breiterem West- und schmalerem Ostteil. Im Westteil liegt eine kleinere bewaldete Insel. Von Westen münden der Grenzgraben und Graben aus dem Kleinen Medower See ein, nach Osten entwässert der Wendische Graben in Richtung Goldberger See. Während Nord- und Südufer steiler ansteigen, sind die Ufer im Westen und Osten entlang der Gräben flach und sumpfig. Der Woostener See liegt in einem Becken zusammen mit dem Großen Medower See und dem Goldberger See.
Der westliche Teil des Sees ist fast vollständig verschilft. Die maximale Tiefe beträgt etwa drei Meter.

## Nutzungsgeschichte
Eine seit dem 10. Jahrhundert auf der Insel im Woostener See bestehende Burg wurde zugunsten des Standortes im Ort im 13. Jahrhundert aufgegeben.
Der Ort Woosten, erstmals 1269 urkundlich erwähnt, wurde in den ältesten Nachweisen als Woceten bzw. Wutzen bezeichnet und mit dem slawischen Wort Ustije (Mündung) in Verbindung gebracht. Nach der Wiebekingschen Karte von 1786 mündete der Woostener See in den Goldberger See und wurde als eine Bucht angesehen. In den Jahren 1843 bis 1846 erfolgte eine Absenkung des Seeniveaus. Im Jahr 1884 wurde der Woostener See auch Binnensee genannt.
Wegen Behinderung der Zeugenbefragung in einem Streit um die Fischereirechte auf dem Woostener See, die in einem Vertrag von 1482 festgelegt worden waren, klagten 1596 die Goldberger Amtleute Barthold von Bülow, Hartig von Pressentin und Detlof von Warnstedt gegen den Woostener Gutsbesitzer Elar von Grabow. Es ging dabei auch um die Einbeziehung der Gebiete für Waden (kleinere Fischernetze) und einen Baum, auf dem ein Adebars Nest gewesen sei.
Von 1806 bis 1863 gab es auf der Finkenwerder Seeseite einen Kahn für die Überfahrt der Kirchgänger zur Woostener Kirche. Nach 1862 erfolgte die Aufhebung des Kirch- und Schulsteiges von Finkenwerder nach Woosten.

## Karten
- Wiebekingsche Karte von Mecklenburg 1786
- Offizielle Rad- und Wanderkarte Nossentiner/Schwinzer Heide 2010